# Edgardo Bauza
Edgardo Bauza (Granadero Baigorria, Santa Fe, 26 de enero de 1958) es un exfutbolista y exentrenador argentino que desempeñó su carrera profesional como defensor central. Formó parte de la selección de fútbol de Argentina como futbolista y director técnico. 
Se destacó por ser un jugador que a pesar de ser defensor presentaba muchas proyecciones al área rival. Formado en Rosario Central, con el que fue campeón dos veces como jugador y una como entrenador, es uno de los futbolistas referentes de la historia del club. Logró ser el tercer defensor más goleador de todos los tiempos de las ligas de primera división (actualmente es el cuarto ya que fue superado por Fernando Hierro). Contando solo partidos de primera división y copas internacionales oficiales, Bauza es -detrás de Mario Kempes- el segundo máximo goleador de la historia de Rosario Central desde que el club rosarino compite en la era profesional de la Asociación del Fútbol Argentino (desde 1939 al presente). Además, Bauza es el máximo goleador auriazul en la historia del Clásico rosarino en la era profesional de AFA, señalando 9 tantos. Formó parte del plantel de la selección argentina que participó del mundial de Italia 1990.
Siendo entrenador de Liga Deportiva Universitaria de Quito ganó dos títulos locales, además de la Copa Libertadores 2008 (la única de la historia del club) y la Recopa Sudamericana 2010. Como director técnico de San Lorenzo de Almagro logró ganar la única Copa Libertadores de la historia del club en 2014.
Tras un breve paso por Sao Paulo, el 1 de agosto de 2016 fue anunciada su designación como entrenador de la selección de fútbol de Argentina. Dirigió ocho partidos por eliminatorias, donde ganó 3 partidos, perdió 3 y empató 2; el 10 de abril de 2017, tras varias semanas de incertidumbre, el presidente de la Asociación del Fútbol Argentino, Claudio Tapia, anunció el despido de Bauza de su cargo al frente de la selección.
Luego de ganar la Copa Argentina 2017-18 con Rosario Central, Bauza se trasformó junto a Harry Hayes y a Eduardo Blanco, en uno de los tres únicos exfutbolistas en la historia de Rosario Central que han podido salir campeones en el club tanto como jugadores y luego como entrenadores.

## Trayectoria

### Como jugador

#### Rosario Central

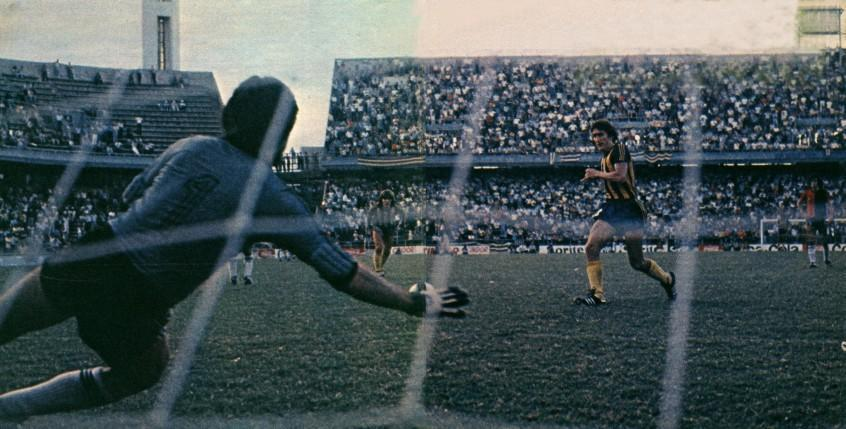
Gol de penal a Newell's el 25 de abril de 1982.

Comenzó jugando de pequeño en el club Sparta por la Asociación Rosarina de Fútbol, hasta que a los 13 años fue a probarse a Rosario Central. En su club Bauza jugaba de mediocampista central pero, al notar que había muchos probándose en ese puesto, decidió probar suerte como defensor. Realizó todas las inferiores con los canallas hasta que debutó en primera de la mano de Carlos Timoteo Griguol en la fecha 14 del Campeonato Nacional de 1977, partido en el que Central venció 4 a 0 a Quilmes. No logró consolidarse en el equipo hasta que en el Campeonato Nacional de 1979 (en un clásico rosarino contra Newells) el entrenador por ese entonces Ángel Tulio Zof apostó por él, lo puso de titular y convirtió el gol que le dio la victoria a su equipo. A partir de ese partido el patón se ganó su lugar en el once inicial.
Durante 1979 integró el equipo que llamaban La Sinfónica por el buen juego que realizaba. En ese año Central perdió en las semifinales del Metropolitano con Vélez y en el Nacional volvió a quedar afuera en las semifinales con River Plate, por lo que no pudo conseguir el título. En 1980, finalmente logró ganar su primer campeonato como jugador profesional: el Campeonato Nacional de ese año. Fue el goleador de Central con 12 tantos, incluso anotó de penal el primer gol canalla en el partido de ida de la final ante Racing de Córdoba, marcando el 1 a 0. Aquel partido finalizó 5 a 1 en favor de los rosarinos, y fue el paso fundamental para la obtención del título. En 1981 convirtió 20 goles en todo el año, por lo que revalidó su condición de goleador a pesar de ser defensor.

#### Junior de Barranquilla
Dejó Rosario para unirse a Junior de Barranquilla en 1983 donde pasó 2 temporadas y consiguió un subcampeonato (marcó 24 goles en sus 3 años en Colombia).

#### Independiente de Avellaneda
En 1985 por pedido del técnico José Pastoriza el Patón regresó a la Argentina para jugar en Independiente. Su paso fue breve y no muy bueno ya que no había hecho pretemporada. Solo estuvo 5 meses hasta que volvió a Rosario Central.

#### Otra vez en Rosario Central

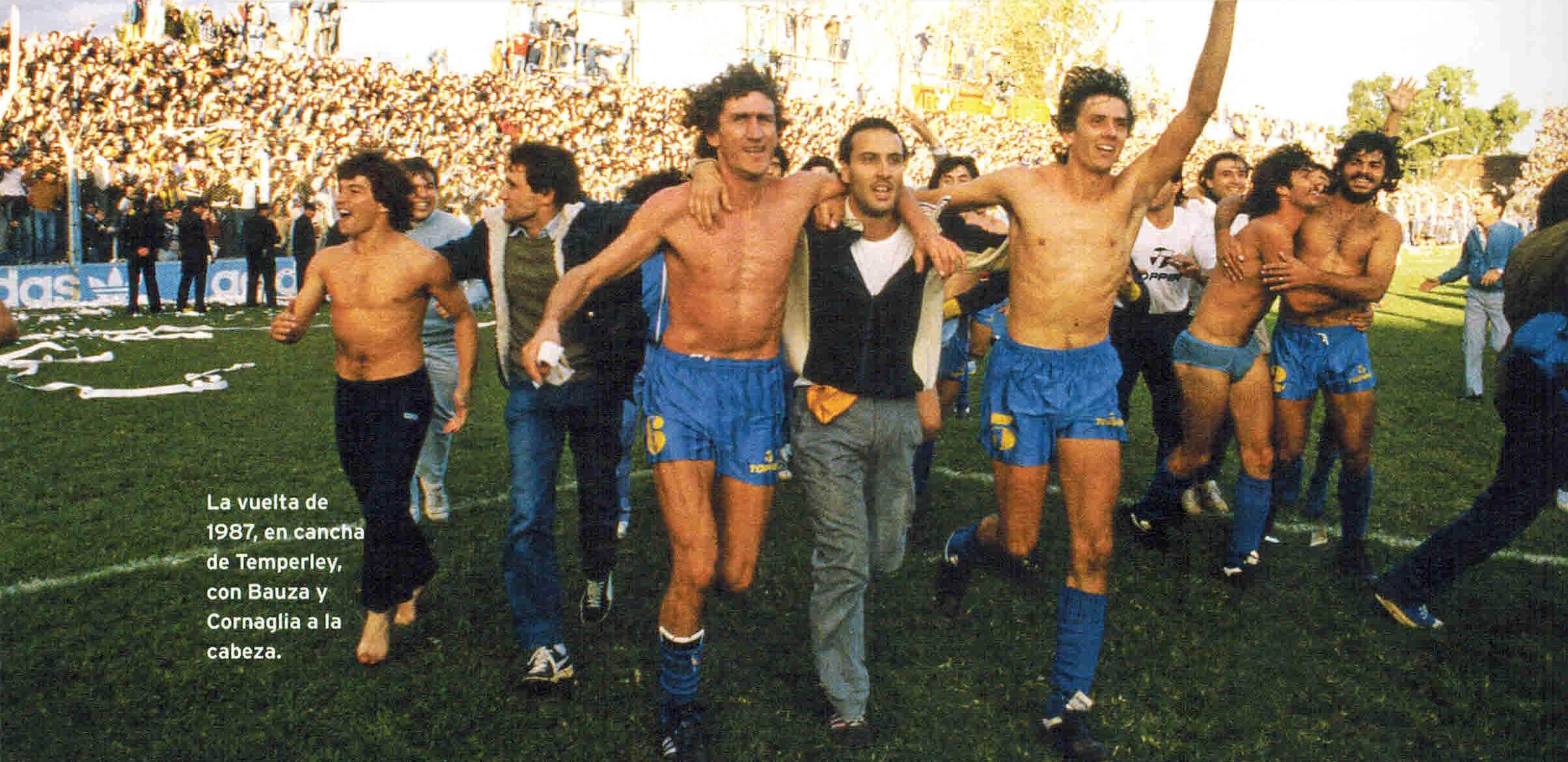
Bauza y Cornaglia dando la vuelta olímpica con Central en la cancha de Temperley, el 2 de mayo de 1987.

A mediados de 1986 Central, una vez más con Zof como entrenador, armó un equipo con intención de pelear por el título, y lo logró. En su segunda etapa en el club rosarino ganó el Campeonato de 1986/87, marcando 6 goles. Se mantuvo como referente, y muchas veces capitán, hasta 1989.

#### Tiburones Rojos de Veracruz
Emigró a México en 1990 para formar parte de los Tiburones Rojos de Veracruz, en donde compartió equipo con sus compatriotas Jorge Comas, Omar Palma y Miguel Ángel Gambier.
En 1990 fue convocado por Carlos Bilardo para participar con la Selección Argentina de Fútbol en la Copa Mundial de Fútbol de 1990, y si bien no disputó partidos en la competición, fue parte del plantel que logró el subcampeonato en aquella Copa. 
Bauza regresó a Veracruz con la idea de retirarse, sin embargo llegó a un acuerdo con la directiva del conjunto escualo y continuó hasta finalizar el año.

#### Última etapa en Central y retiro
En 1991 se encontró con Eduardo Solari quien recientemente había asumido como técnico de Rosario Central y este lo convenció para volver a jugar. Finalizó definitivamente su carrera en 1992 jugando para los canallas, arrojando un total de 310 partidos por torneos de AFA, señalando 80 goles. Por torneos internacionales, defendió al canalla en 12 ocasiones, señalando 2 tantos. Además es el máximo goleador de Rosario Central en el Clásico Rosarino desde el inicio de los torneos de AFA (los equipos rosarinos ingresaron en 1939), señalándole a Newell's Old Boys la suma de 9 tantos.
Fue expulsado sólo en cuatro oportunidades, dos ante Newell's (1981 y 1982) y dos ante Racing de Córdoba (1981 y 1989). De sus 82 goles en el canalla 35 fueron de penal, 23 de cabeza, 4 de tiro libre y 20 de jugada. El arquero al que más batió fue Víctor Civarelli, con 8 goles. El equipo al que más le convirtió fue Racing Club de Avellaneda, con 11 goles.

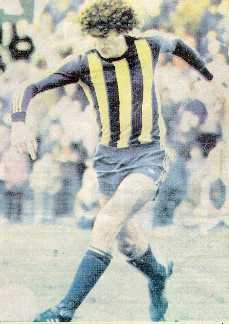
Edgardo Bauza en un partido con Rosario Central en 1982.

#### Goles a Newell's
| Fecha      | Torneo            | Condición | Resultado | Goles | Factura                  |
| ---------- | ----------------- | --------- | --------- | ----- | ------------------------ |
| 18-11-1979 | Nacional '79      | Visitante | 1-0       | 1     | De cabeza                |
| 30-09-1981 | Nacional '81      | Local     | 3-1       | 2     | 1 de penal y 1 de jugada |
| 08-11-1981 | Nacional '81      | Visitante | 1-1       | 1     | De penal                 |
| 25-04-1982 | Nacional '82      | Local     | 2-1       | 2     | 1 de cabeza y 1 de penal |
| 30-08-1982 | Metropolitano '82 | Visitante | 1-1       | 1     | De jugada                |
| 23-04-1989 | Torneo '88/'89    | Local     | 2-1       | 1     | De tiro libre            |
| 14-06-1989 | Liguilla '88/'89  | Visitante | 3-5       | 1     | De tiro libre            |

Cabe destacar que aunque fue un defensor central, cuenta con la particularidad de haber anotado muchos goles en su carrera, al punto que -al día de hoy- es el cuarto máximo defensor goleador de la historia del fútbol mundial de las ligas de Primera División, anotando 108 goles en 499 partidos. Además, detrás de Mario Kempes, es el segundo máximo goleador de Rosario Central en la Era profesional de AFA (de 1939 al presente).

### Como entrenador
Luego de retirarse como jugador, inició la carrera de entrenador. Primero trabajó en las inferiores de Central y luego comenzó dirigiendo al plantel profesional en 1998. Con el equipo auriazul obtuvo un subcampeonato argentino en el Torneo Apertura de 1999, y el subcampeonato en la Copa Conmebol de 1998. Además logró el ingreso de los rosarinos a las ediciones de la Copa Conmebol de 1999 y de la Copa Libertadores de América de 2000 y de 2001. En esta última, llevó a Central a la instancia semifinal. Sin embargo, el hecho de privilegiar a los torneos internacionales por sobre el campeonato doméstico, hizo que en sus últimos años al frente del club (2000 y 2001) fueran muy pobres en resultados locales.
En el torneo Clausura 2001 el equipo dirigido por Bauza tuvo una muy mala campaña, en la cual los de Arroyito finalizaron últimos. A partir de allí, el equipo tuvo problemas de descenso como consecuencia de aquellas campañas, y no se le renovó el contrato a Bauza. Empardó a Timoteo Griguol en el récord de victorias consecutivas en el club, llegando a 9 (en las últimas ocho fechas del Apertura '99 y la primera del Clausura '00).
Luego, pasó sin mucho éxito por Vélez, y Colón en Argentina. Más tarde, dirigió en Perú al Sporting Cristal, con el cual se consagró subcampeón de la temporada 2004. Volvió una vez más a dirigir a Colón en 2006.
Luego de entrenar en Perú, dio el paso que lo catapultó a la gloria, dirigiendo a Liga de Quito de Ecuador, en donde obtuvo el tercer lugar en la temporada 2006, clasificando al equipo a la Copa Libertadores 2007. En 2007, luego de un comienzo de campeonato en donde no obtuvo buenos resultados -lo cual generó críticas de los aficionados-, Bauza (con el respaldo de la dirigencia) logró revertir la situación y su equipo mejoró notablemente el rendimiento con el paso de los partidos, al punto que terminó coronándose campeón de la Serie A ecuatoriana de 2007. En 2008 gana la Copa Libertadores de América con Liga de Quito derrotando en la final por medio de la definición por penales al Fluminense de Brasil definiéndose este partido en el estadio Maracaná de Río de Janeiro. De esta manera, Liga de Quito se proclamó como el primer equipo ecuatoriano en la historia en ganar una Copa Libertadores y el primero también en obtener un título internacional oficial organizado por la CONMEBOL.
En diciembre de 2008, Bauza -conduciendo a Liga de Quito- llega a la final de la Copa Mundial de Clubes de aquel año, cayendo 0:1 ante el Manchester United de Inglaterra en el juego decisivo.
El 31 de diciembre de 2008 fue elegido por la votación de los periodistas de América que habitualmente realiza el diario El País de Montevideo, como el mejor entrenador del continente del año 2008.
En 2009 viaja a Arabia Saudita para dirigir al Al-Nassr donde solo ejerce su cargo por 3 meses.
Debido a la salida del técnico Jorge Fossati al Internacional de Porto Alegre, regresó por su segundo período al mando de Liga de Quito de Ecuador, desde el 14 de diciembre de 2009. Tras su regreso al equipo ecuatoriano, ha conseguido dos nuevos títulos. El día 8 de septiembre de 2010 se coronó Campeón de la Recopa Sudamericana al vencer 2-1 a Estudiantes de Argentina en el partido de ida y 0-0 en el partido de vuelta. Mientras que en el campeonato local ecuatoriano (Copa Credifé 2010), se coronó campeón tras vencer en la final a Emelec de Guayaquil, con un resultado global de 2 a 1 (2 - 0 en Quito, 0 - 1 en Guayaquil), consiguiendo así la décima estrella para el equipo "Albo". En el 2011 fue subcampeón de la Copa Sudamericana, cayendo en la final contra Universidad de Chile.
Tras la salida de Juan Antonio Pizzi, técnico campeón en San Lorenzo de Almagro del Torneo Inicial 2013, se convirtió en director técnico de este club con el que logró conquistar su segunda Copa Libertadores como entrenador en la edición 2014 tras vencer a Nacional de Paraguay. En octubre de 2015, anunció que continuaría en el club de Boedo cuando finalizara su contrato el 31 de diciembre.
El 17 de diciembre de 2015, Bauza firmó contrato con São Paulo. Durante su breve paso, dirigió al equipo en la Copa Libertadores 2016, llegando hasta las semifinales y perdiendo ante el que sería el campeón, Atlético Nacional.
El 1° de agosto de 2016 fue oficializado como director técnico de la Selección Argentina. Sin embargo, el 11 de abril de 2017 fue cesado como seleccionador debido a los malos resultados registrados (3 victorias, 2 empates y 3 derrotas).
Un mes después de ser relevado del mando del conjunto nacional argentino, pasó a dirigir a la selección de los Emiratos Árabes Unidos, pero dejó el puesto tras no poder lograr la clasificación para el Mundial de Rusia.
Posteriormente, a mediados de septiembre, se convirtió en el nuevo seleccionador de Arabia Saudí, pero fue despedido dos meses después de su nombramiento.
En mayo de 2018, el club vio el regreso de Edgardo Bauza como técnico de Rosario Central en su segundo ciclo. Una de sus primeras frases al mando del conjunto auriazul fue: «No conozco otro objetivo que no sea salir campeón con Central». Luego de 6 meses de trabajo, logró la Copa Argentina 2018. La final de la copa se disputó el 6 de diciembre en el estadio Malvinas Argentinas de Mendoza ante Gimnasia y Esgrima de La Plata. En esta final, ambos equipos buscaban terminar con rachas de más de veinte años sin festejos. Central ganaba durante el primer tiempo con gol de Zampedri, pero en el segundo tiempo Lorenzo Faravelli puso el empate. La igualdad se mantuvo durante los noventa minutos, y se forzó la definición por penales. Allì, los rosarinos anotaron cuatro y Gimnasia solo uno —previamente había desviado uno y otro había sido detenido por el arquero Jeremías Ledesma—, lo que hizo a Central campeón de la Copa Argentina por primera vez en su historia. Además, le dio la clasificación a la Copa Libertadores 2019 y a la Supercopa Argentina 2018. Tras un período de malos resultados, Central decidió despedirlo el 23 de febrero de 2019.

## Enfermedad y actualidad
De acuerdo a lo manifestado por su propio hijo, Bauza se encuentra atravesando una dolencia neurodegenerativa llamada demencia frontotemporal, la cual lo mantiene alejado de sus actividades deportivas.

## Curiosidades
Bauza, además de ser exjugador y técnico, participó de un CD como cantante. Fue en el año 2000, y la idea fue de Adrián Abonizio, un músico rosarino, que se le ocurrió convocar a Juan Carlos Baglietto, Roberto Fontanarrosa, Joaquín Sabina, María Fiorentino (todos simpatizantes de Rosario Central) para el grabar el primer CD con canciones dedicadas a Rosario Central. “No sabés lo que les costó convencerme para que cante”, confesó sobre su experiencia como intérprete. La letra de la canción titulada “Patón y conductor” la cual en su estribillo reza:
“La fe y el trabajo son
mi inspiración preferida
a veces con cartas bajas
se ganan grandes partidas.
No hay magias prefabricadas
pa que jueguen como quiero
les bastó el agua bendita
que se bebe en los potreros."
También fue candidato a concejal de su ciudad natal, Granadero Baigorria.

## Selección nacional

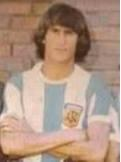
Bauza en 1981.

Estuvo preseleccionado por César Luis Menotti para jugar el mundial de 1982 representando a Argentina, entrenó durante 5 meses con la selección y un mes antes de la Copa del Mundo el entrenador le comunicó que quedaba afuera. Su segunda chance se dio en 1989 cuando Bilardo lo convocó para el equipo que se preparaba para jugar el mundial de 1990. Finalmente quedó en la lista de los jugadores que integrararon el plantel del mundial, sin embargo no jugó ningún partido del mismo. En total disputó tres partidos para la selección: uno en 1981 y dos en 1990, todos ellos amistosos.

### Participaciones en Copas del Mundo
| Mundial           | Sede   | Resultado  | PJ | Goles |
| ----------------- | ------ | ---------- | -- | ----- |
| Copa Mundial 1990 | Italia | Subcampeón | 0  | 0     |

### Partidos en la selección
| Instancia | Fecha      | Rival   | Resultado |
| --------- | ---------- | ------- | --------- |
| Amistoso  | 28-10-1981 | Polonia | 1-2       |
| Amistoso  | 17-01-1990 | México  | 0-2       |
| Amistoso  | 28-03-1990 | Escocia | 0-1       |

## Clubes

### Como jugador
| Club                        | País      | Año       |
| --------------------------- | --------- | --------- |
| Rosario Central             | Argentina | 1976-1982 |
| Junior de Barranquilla      | Colombia  | 1983-1985 |
| Independiente               | Argentina | 1985-1986 |
| Rosario Central             | Argentina | 1986-1989 |
| Tiburones Rojos de Veracruz | México    | 1990-1991 |
| Rosario Central             | Argentina | 1991-1992 |

### Como entrenador
| Club                                | País           | Año         |
| ----------------------------------- | -------------- | ----------- |
| Rosario Central                     | Argentina      | 1998 - 2001 |
| Vélez Sarsfield                     | Argentina      | 2001 - 2002 |
| Colón                               | Argentina      | 2002 - 2003 |
| Sporting Cristal                    | Perú           | 2004 - 2005 |
| Colón                               | Argentina      | 2005 - 2006 |
| Liga de Quito                       | Ecuador        | 2006 - 2008 |
| Al-Nassr                            | Arabia Saudita | 2009        |
| Liga de Quito                       | Ecuador        | 2009 - 2013 |
| San Lorenzo                         | Argentina      | 2014 - 2015 |
| São Paulo                           | Brasil         | 2016        |
| Selección Argentina                 | Argentina      | 2016 - 2017 |
| Selección de Emiratos Árabes Unidos | EAU            | 2017        |
| Selección de Arabia Saudita         | Arabia Saudita | 2017        |
| Rosario Central                     | Argentina      | 2018 - 2019 |

## Estadísticas como entrenador

### Clubes
| Equipo                    | Div.         | Temporada    | Liga | Liga | Liga | Liga | Liga |    | Copa | Copa | Copa | Copa |    | Internacional | Internacional | Internacional | Internacional | Internacional |   | Otros | Otros | Otros | Otros |     | Totales     | Totales | Totales | Totales | Totales | Totales | Totales | Totales |
| Equipo                    | Div.         | Temporada    | PD   | G    | E    | P    | Pos. | PD | G    | E    | P    | PD   | G  | E             | P             | Pos.          | PD            | G             | E | P     | PD    | G     | E     | P   | Rendimiento | GF      | GC      | Dif.    |         |         |         |         |
| ------------------------- | ------------ | ------------ | ---- | ---- | ---- | ---- | ---- | -- | ---- | ---- | ---- | ---- | -- | ------------- | ------------- | ------------- | ------------- | ------------- | - | ----- | ----- | ----- | ----- | --- | ----------- | ------- | ------- | ------- | ------- | ------- | ------- | ------- |
| Rosario Central Argentina | 1.ª          | 1998-A       | 19   | 6    | 7    | 6    | 10.° | -  | -    | -    | -    | 8    | 4  | 2             | 2             | 2°            | -             | -             | - | -     | 27    | 10    | 9     | 8   | 48.15%      | 35      | 33      | +2      |         |         |         |         |
| Rosario Central Argentina | 1.ª          | 1999-C       | 19   | 9    | 5    | 5    | 4.°  | -  | -    | -    | -    | -    | -  | -             | -             | -             | -             | -             | - | -     | 19    | 9     | 5     | 5   | 56.14%      | 24      | 20      | +4      |         |         |         |         |
| Rosario Central Argentina | 1.ª          | 1999-A       | 19   | 14   | 1    | 4    | 2.°  | -  | -    | -    | -    | 2    | 0  | 1             | 1             | OF            | -             | -             | - | -     | 21    | 14    | 2     | 5   | 69.84%      | 37      | 22      | +15     |         |         |         |         |
| Rosario Central Argentina | 1.ª          | 2000-C       | 19   | 6    | 5    | 8    | 13.° | -  | -    | -    | -    | 8    | 3  | 3             | 2             | OF            | -             | -             | - | -     | 27    | 9     | 8     | 10  | 43.21%      | 49      | 48      | +1      |         |         |         |         |
| Rosario Central Argentina | 1.ª          | 2000-A       | 19   | 6    | 6    | 7    | 12.° | -  | -    | -    | -    | 8    | 5  | 1             | 2             | CF            | -             | -             | - | -     | 27    | 11    | 7     | 9   | 49.38%      | 38      | 36      | +2      |         |         |         |         |
| Rosario Central Argentina | 1.ª          | 2001-C       | 18   | 4    | 5    | 9    | 20.° | -  | -    | -    | -    | 12   | 6  | 3             | 3             | 1/2           | -             | -             | - | -     | 30    | 10    | 8     | 12  | 42.22%      | 46      | 49      | -3      |         |         |         |         |
| Velez Sarsfield Argentina | 1.ª          | 2001-A       | 15   | 5    | 6    | 4    | 15.° | -  | -    | -    | -    | 3    | 2  | 1             | 0             | FG            | -             | -             | - | -     | 18    | 7     | 7     | 4   | 51.85%      | 33      | 26      | +7      |         |         |         |         |
| Velez Sarsfield Argentina | 1.ª          | 2002-C       | 15   | 4    | 5    | 6    | Inc. | -  | -    | -    | -    | 6    | 2  | 2             | 2             | FG            | -             | -             | - | -     | 21    | 6     | 7     | 8   | 39.68%      | 28      | 25      | +3      |         |         |         |         |
| Velez Sarsfield Argentina | Total        | Total        | 30   | 9    | 11   | 10   | -    | -  | -    | -    | -    | 9    | 4  | 3             | 2             | -             | -             | -             | - | -     | 39    | 13    | 14    | 12  | 45.3%       | 61      | 51      | +10     |         |         |         |         |
| Colón Argentina           | 1.ª          | 2002-A       | 11   | 5    | 3    | 3    | 7.°  | -  | -    | -    | -    | -    | -  | -             | -             | -             | -             | -             | - | -     | 11    | 5     | 3     | 3   | 54.54%      | 14      | 10      | +4      |         |         |         |         |
| Colón Argentina           | 1.ª          | 2003-C       | 19   | 7    | 8    | 4    | 6.°  | -  | -    | -    | -    | -    | -  | -             | -             | -             | -             | -             | - | -     | 19    | 7     | 8     | 4   | 50.88%      | 19      | 14      | +5      |         |         |         |         |
| Colón Argentina           | 1.ª          | 2003-A       | 13   | 4    | 5    | 4    | Inc. | -  | -    | -    | -    | 4    | 2  | 1             | 1             | SF            | -             | -             | - | -     | 17    | 6     | 6     | 5   | 47.05%      | 24      | 20      | +4      |         |         |         |         |
| Sporting Cristal · Perú   | 1.ª          | 2004         | -    | -    | -    | -    | -    | -  | -    | -    | -    | -    | -  | -             | -             | -             | -             | -             | - | -     | -     | -     | -     | -   | -           | -       | -       | -       |         |         |         |         |
| Sporting Cristal · Perú   | 1.ª          | 2005         | -    | -    | -    | -    | -    | -  | -    | -    | -    | 6    | 2  | 1             | 3             | FG            | -             | -             | - | -     | 6     | 2     | 1     | 3   | 38.89%      | 5       | 10      | -5      |         |         |         |         |
| Sporting Cristal · Perú   | Total        | Total        | -    | -    | -    | -    | -    | -  | -    | -    | -    | 6    | 2  | 1             | 3             | -             | -             | -             | - | -     | 6     | 2     | 1     | 3   | 38.89%      | 5       | 10      | -5      |         |         |         |         |
| Colón Argentina           | 1.ª          | 2005-A       | 12   | 6    | 4    | 2    | 10.° | -  | -    | -    | -    | -    | -  | -             | -             | -             | -             | -             | - | -     | 12    | 6     | 4     | 2   | 61.11%      | 19      | 11      | +8      |         |         |         |         |
| Colón Argentina           | 1.ª          | 2006-C       | 17   | 5    | 5    | 7    | Inc. | -  | -    | -    | -    | -    | -  | -             | -             | -             | -             | -             | - | -     | 17    | 5     | 5     | 7   | 39.21%      | 18      | 24      | -6      |         |         |         |         |
| Colón Argentina           | Total        | Total        | 72   | 27   | 25   | 20   | -    | -  | -    | -    | -    | 4    | 2  | 1             | 1             | -             | -             | -             | - | -     | 76    | 29    | 26    | 21  | 49.56%      | 94      | 79      | +15     |         |         |         |         |
| Liga de Quito · Ecuador   | 1.ª          | 2006         | 23   | 8    | 7    | 8    | 3.°  | -  | -    | -    | -    | 2    | 0  | 1             | 1             | FP            | -             | -             | - | -     | 25    | 8     | 8     | 9   | 42.67%      | 38      | 37      | +1      |         |         |         |         |
| Liga de Quito · Ecuador   | 1.ª          | 2007         | 46   | 25   | 9    | 12   | 1.°  | -  | -    | -    | -    | 8    | 3  | 3             | 2             | FG            | -             | -             | - | -     | 54    | 28    | 12    | 14  | 59.26%      | 88      | 50      | +38     |         |         |         |         |
| Liga de Quito · Ecuador   | 1.ª          | 2008         | 42   | 20   | 10   | 12   | 2.°  | -  | -    | -    | -    | 18   | 6  | 6             | 6             | 1.°           | 2             | 1             | 0 | 1     | 62    | 27    | 16    | 19  | 52.15%      | 92      | 71      | +21     |         |         |         |         |
| Al-Nassr Arabia Saudita   | 1.ª          | 2008-09      | -    | -    | -    | -    | -    | -  | -    | -    | -    | -    | -  | -             | -             | -             | -             | -             | - | -     | -     | -     | -     | -   | -           | -       | -       | -       |         |         |         |         |
| Al-Nassr Arabia Saudita   | Total        | Total        | -    | -    | -    | -    | -    | -  | -    | -    | -    | -    | -  | -             | -             | -             | -             | -             | - | -     | -     | -     | -     | -   | -           | -       | -       | -       |         |         |         |         |
| Liga de Quito · Ecuador   | 1.ª          | 2010         | 46   | 27   | 13   | 6    | 1.°  | -  | -    | -    | -    | 6    | 3  | 1             | 2             | 1/2           | 3             | 1             | 2 | 0     | 55    | 31    | 16    | 8   | 66.06%      | 97      | 40      | +57     |         |         |         |         |
| Liga de Quito · Ecuador   | 1.ª          | 2011         | 46   | 21   | 12   | 13   | 4.°  | -  | -    | -    | -    | 20   | 10 | 2             | 8             | 2.°           | -             | -             | - | -     | 66    | 31    | 14    | 21  | 54.04%      | 88      | 56      | +32     |         |         |         |         |
| Liga de Quito · Ecuador   | 1.ª          | 2012         | 46   | 17   | 18   | 11   | 3.°  | -  | -    | -    | -    | -    | -  | -             | -             | -             | -             | -             | - | -     | 46    | 17    | 18    | 11  | 50%         | 59      | 45      | +14     |         |         |         |         |
| Liga de Quito · Ecuador   | 1.ª          | 2013         | 44   | 17   | 15   | 12   | 6.°  | -  | -    | -    | -    | 2    | 1  | 0             | 1             | PF            | -             | -             | - | -     | 46    | 18    | 15    | 13  | 50%         | 49      | 42      | +7      |         |         |         |         |
| Liga de Quito · Ecuador   | Total        | Total        | 293  | 135  | 84   | 74   | -    | -  | -    | -    | -    | 56   | 23 | 13            | 20            | -             | 5             | 2             | 2 | 1     | 354   | 160   | 99    | 95  | 54.52%      | 511     | 341     | +170    |         |         |         |         |
| San Lorenzo Argentina     | 1.ª          | 2013-14      | 19   | 7    | 6    | 6    | 11.° | -  | -    | -    | -    | 14   | 6  | 4             | 4             | 1.°           | 1             | 0             | 0 | 1     | 34    | 13    | 10    | 11  | 48.04%      | 35      | 30      | +5      |         |         |         |         |
| San Lorenzo Argentina     | 1.ª          | 2014         | 19   | 8    | 2    | 9    | 8.°  | 2  | 1    | 0    | 1    | -    | -  | -             | -             | -             | 2             | 1             | 0 | 1     | 23    | 10    | 2     | 11  | 46.38%      | 31      | 27      | +4      |         |         |         |         |
| San Lorenzo Argentina     | 1.ª          | 2015         | 30   | 18   | 7    | 5    | 2.°  | 4  | 3    | 0    | 1    | 6    | 2  | 1             | 3             | FG            | 2             | 0             | 0 | 2     | 42    | 23    | 8     | 11  | 61.11%      | 54      | 29      | +25     |         |         |         |         |
| San Lorenzo Argentina     | Total        | Total        | 68   | 33   | 15   | 20   | -    | 6  | 4    | 0    | 2    | 20   | 8  | 5             | 7             | -             | 5             | 1             | 0 | 4     | 99    | 46    | 20    | 33  | 53.19%      | 120     | 86      | +34     |         |         |         |         |
| São Paulo · Brasil        | 1.ª          | 2016         | 18   | 6    | 5    | 7    | Inc. | -  | -    | -    | -    | 14   | 5  | 4             | 5             | 1/2           | 16            | 6             | 4 | 6     | 48    | 17    | 13    | 18  | 44.45%      | 58      | 52      | +6      |         |         |         |         |
| São Paulo · Brasil        | Total        | Total        | 18   | 6    | 5    | 7    | -    | -  | -    | -    | -    | 14   | 5  | 4             | 5             | -             | 16            | 6             | 4 | 6     | 48    | 17    | 13    | 18  | 44.45%      | 58      | 52      | +6      |         |         |         |         |
| Rosario Central Argentina | 1.ª          | 2018-19      | 20   | 5    | 6    | 9    | Inc. | 6  | 2    | 4    | 0    | -    | -  | -             | -             | -             | -             | -             | - | -     | 26    | 7     | 10    | 9   | 39.74%      | 24      | 27      | -3      |         |         |         |         |
| Rosario Central Argentina | Total        | Total        | 133  | 50   | 35   | 48   | -    | 6  | 2    | 4    | 0    | 38   | 18 | 10            | 10            | -             | -             | -             | - | -     | 177   | 70    | 49    | 58  | 48.78%      | 253     | 235     | +18     |         |         |         |         |
| Total Clubes              | Total Clubes | Total Clubes | 614  | 260  | 175  | 179  | -    | 12 | 6    | 4    | 2    | 147  | 62 | 37            | 48            | -             | 26            | 9             | 6 | 11    | 799   | 337   | 222   | 240 | 51.44%      | 1102    | 854     | +248    |         |         |         |         |
| 1. 2. 3.                  |              |              |      |      |      |      |      |    |      |      |      |      |    |               |               |               |               |               |   |       |       |       |       |     |             |         |         |         |         |         |         |         |

### Selección
| Argentina              | 2016                 | - | - | - | - | - | 6  | 2 | 2 | 2 | - | - | - | - | - | - | - | - | - | 6  | 2 | 2 | 2 | 44.44% | 8  | 8  | 0  |
| Argentina              | 2017                 | - | - | - | - | - | 2  | 1 | 0 | 1 | - | - | - | - | - | - | - | - | - | 2  | 1 | 0 | 1 | 50%    | 1  | 2  | -1 |
| Total selección        | Total selección      | - | - | - | - | - | 8  | 3 | 2 | 3 | - | - | - | - | - | - | - | - | - | 8  | 3 | 2 | 3 | 45.83% | 9  | 10 | -1 |
| Emiratos Árabes Unidos | 2017                 | - | - | - | - | - | 3  | 1 | 1 | 1 | - | - | - | - | - | 1 | 1 | 0 | 0 | 4  | 2 | 1 | 1 | 58.33% | 7  | 3  | +4 |
| Total selección        | Total selección      | - | - | - | - | - | 3  | 1 | 1 | 1 | - | - | - | - | - | 1 | 1 | 0 | 0 | 4  | 2 | 1 | 1 | 58.33% | 7  | 3  | +4 |
| Arabia Saudita         | 2017                 | - | - | - | - | - | -  | - | - | - | - | - | - | - | - | 3 | 1 | 0 | 2 | 3  | 1 | 0 | 2 | 33.33% | 2  | 4  | -2 |
| Total selección        | Total selección      | - | - | - | - | - | -  | - | - | - | - | - | - | - | - | 3 | 1 | 0 | 2 | 3  | 1 | 0 | 2 | 33.33% | 2  | 4  | -2 |
| Total en selecciones   | Total en selecciones | - | - | - | - | - | 11 | 4 | 3 | 4 | - | - | - | - | - | 4 | 2 | 0 | 2 | 15 | 6 | 3 | 6 | 46.67% | 18 | 17 | +1 |

#### Resumen por competencias
| Torneo                        | PD  | G   | E   | P   | GF   | GC  | Dif. | Rendimiento | Mejor resultado  |
| ----------------------------- | --- | --- | --- | --- | ---- | --- | ---- | ----------- | ---------------- |
| Primera División de Argentina | 303 | 119 | 86  | 98  | 391  | 355 | +36  | 48.73%      | Subcampeón       |
| Serie A de Ecuador            | 293 | 135 | 84  | 74  | 425  | 273 | +152 | 55.64%      | Campeón          |
| Campeonato Brasileño          | 18  | 6   | 5   | 7   | 19   | 19  | 0    | 42.59%      | Cuartos de final |
| Copa Argentina                | 12  | 6   | 4   | 2   | 21   | 9   | +12  | 61.11%      | Campeón          |
| Campeonato Paulista           | 16  | 6   | 4   | 6   | 18   | 18  | 0    | 45.83%      | Cuartos de final |
| Copa Conmebol                 | 10  | 4   | 3   | 3   | 12   | 9   | +3   | 50%         | Subcampeón       |
| Copa Libertadores             | 98  | 38  | 27  | 33  | 145  | 117 | +28  | 47.96%      | Campeón          |
| Copa Mercosur                 | 11  | 7   | 2   | 2   | 19   | 9   | +10  | 69.7%       | Cuartos de final |
| Copa Sudamericana             | 28  | 13  | 5   | 10  | 44   | 35  | +9   | 52.38%      | Subcampeón       |
| Mundial de Clubes             | 4   | 2   | 0   | 2   | 4    | 4   | 0    | 50%         | Subcampeón       |
| Recopa Sudamericana           | 4   | 1   | 1   | 2   | 2    | 3   | -1   | 33.33%      | Campeón          |
| Copa Suruga Bank              | 1   | 0   | 1   | 0   | 2    | 2   | 0    | 33.33%      | Subcampeón       |
| Copa Campeonato               | 1   | 0   | 0   | 1   | 0    | 1   | -1   | 0%          | Subcampeón       |
| Eliminatorias Conmebol        | 8   | 3   | 2   | 3   | 9    | 10  | -1   | 45.83%      | Sin finalizar    |
| Amistosos                     | 4   | 2   | 0   | 2   | 6    | 4   | +2   | 50%         | -                |
| Eliminatorias AFC             | 3   | 1   | 1   | 1   | 3    | 3   | 0    | 44.44%      | Sin finalizar    |
| Total                         | 814 | 343 | 225 | 246 | 1120 | 871 | +249 | 51.35%      | 6 títulos        |

## Palmarés

### Como jugador

#### Campeonatos nacionales
| Título           | Club                 | País      | Año     |
| ---------------- | -------------------- | --------- | ------- |
| Primera División | C.A. Rosario Central | Argentina | N-1980  |
| Primera División | C.A. Rosario Central | Argentina | 1986/87 |

### Como entrenador

#### Títulos locales
| Título         | Club                 | País      | Año  |
| -------------- | -------------------- | --------- | ---- |
| Serie A        | Liga de Quito        | Ecuador   | 2007 |
| Serie A        | Liga de Quito        | Ecuador   | 2010 |
| Copa Argentina | C.A. Rosario Central | Argentina | 2018 |

#### Títulos internacionales
| Título                       | Club                        | Sede           | Año  |
| ---------------------------- | --------------------------- | -------------- | ---- |
| Copa Libertadores de América | Liga de Quito               | Río de Janeiro | 2008 |
| Recopa Sudamericana          | Liga de Quito               | Quilmes        | 2010 |
| Copa Libertadores de América | C.A. San Lorenzo de Almagro | Buenos Aires   | 2014 |

### Distinciones individuales
| Distinción | Año  |
| --- | ---- |
| Cuarto Defensor Goleador de la Historia del Fútbol mundial                                                           | 1992 |
| Nombrado por la IFFHS el tercer defensa que más goles ha convertido en la historia del fútbol (luego pasó a ser 4°). | 1999 |
| Entrenador del año en Sudamérica por El País                                                                         | 2008 |
| Nombrado por la IFFHS como el tercer mejor entrenador del mundo del año                                              | 2008 |